# عليا الأولى
عليا الأولى (أيضا تسمى بعليا المزارعين) وقد كانت أول موجة حديثة للعليا الصهيونية. اليهود الذين هاجروا إلى فلسطين في هذه الموجة جاء معظمهم من أوروبا الشرقية ومن اليمن. وبدأت هذه الموجة من عليا في 1881-1882، واستمرت حتى عام 1903. ويقدر عدد اليهود الذين هاجروا إلى سوريا العثمانية ب25،000-35,000 يهودي، من جميع اليهود الذين هاجروا إلى إسرائيل على مر التاريخ، كانت هذه المجموعات الصغيرة عموما لديهم دوافع أكثر تدينا، وليس لديها هدفها سياسي.

## الهجرة من أوروبا الشرقية

### أسباب الهجرة
الهجرة إلى فلسطين وقعت كجزء من الهجرات الجماعية من أوروبا الشرقية من ما يقرب 3.5 مليون شخص، حدث ذلك في أواخر القرن 19 وبداية القرن 20.
وكان التزايد السريع في عدد السكان قد خلقت مشاكل اقتصادية في أوروبا الشرقية. ولقد تسببت بمشاكل للمجتمعات اليهودية في الاستيطان الشحب، غاليسيا، ورومانيا.
كان الاضطهاد الروسي لليهود أيضا عاملا. ففي عام 1881، تم اغتيال القيصر الروسي ألكسندر الثاني، وألقت الهيئات الحاكمة باللوم على اليهود في الاغتيال. بالإضافة إلى قوانين مايو، مذابح معادية كبيرة لليهود اجتاحت في الاستيطان الشحب. وبدأت حركة حيبت صيون (حب صهيون) بالأنتشار في الاستيطان الشحب، وحركة بيلو المماثلة لها، قد شجعت اليهود على الهجرة إلى فلسطين.
هاجر اليهود بأعداد كبيرة نسبيا، نسبتاً إلى عدد السكان اليهود المقيمين في أوروبا الشرقية. حوالي مليوني إلى 3.5 مليون ذهبوا إلى الولايات المتحدة. وأقلية صغيرة فقط من اليهود انتقلت إلى فلسطين حوالي 25,000. الهجرة تمت على مرحلتين ابتدائياتان في 2-1881 و1-1890.
اللجنة المركزية الأولى لاستيطان إسرائيل وسوريا قد أنشئات بموجب مؤتمر «الاتحادات الزراعية لاستيطان إسرائيل» في 11 يناير 1882 في رومانيا. وكانت اللجنة منظمة لتشكيل أول مجموعة من العليات، مثل سفن الركاب اليهودية التي أبحرت من غالاتي.
بعد الموجة الأولى (في مبتدء 1880) كان هناك ارتفاع آخر في عليا في عام 1890. وكانت من أسباب هذه الارتفاع:
- الحكومة الروسية وافقت رسميا على نشاط حب صهيون في عام 1890. وفي تلك السنة نفسها «لجنة أوديسا» بدأت عملها في يافا. وكان الغرض من هذه المنظمة استيعاب المهاجرين في فلسطين الذين جاءوا نتيجة لحب صهيون في روسيا.
- تدهورت الحالة الروسية لليهود:
  - واصلت السلطات لدفع اليهود للخروج من الأعمال والتجارة.
  - موسكو تم تقريبا «تطهيرها» من اليهود كلها.
- تحسن الوضع المالي للمستوطنات في العقد الماضي بسبب المساعدة البارون دي روتشيلد.

### المهاجرين
تقريبا جميع اليهود من أوروبا الشرقية قبل العليا الأولى كثيرا من العائلات اليهودية كانت تقليدية، يأملون بتحسين حياتهم. ولكن المهاجرين الذين كانوا جزءا من عليا الأولى، ذهبوا على الأغلب من اتصالهم إلى أرض أجدادهم. معظم هؤلاء المهاجرين كانو حرفيين أو يعملوا في مجال التجارة الصغيرة، ولكن الكثير كما عملوا في مجال الزراعة. بعضها فقط جاءوأ في شكل منظم، مع مساعدة من حب صهيون، ولكن معظمهم غير منظمين، في الثلاثينيات من عمرهم، وكان لديهم عائلات.

### عليا من اليمن
وجاءت المجموعة الأولى من المهاجرين من اليمن ما يقرب سبعة أشهر قبل معظم يهود أوروبا الشرقية الذين وصلوا إلى فلسطين.

## المستوطنات

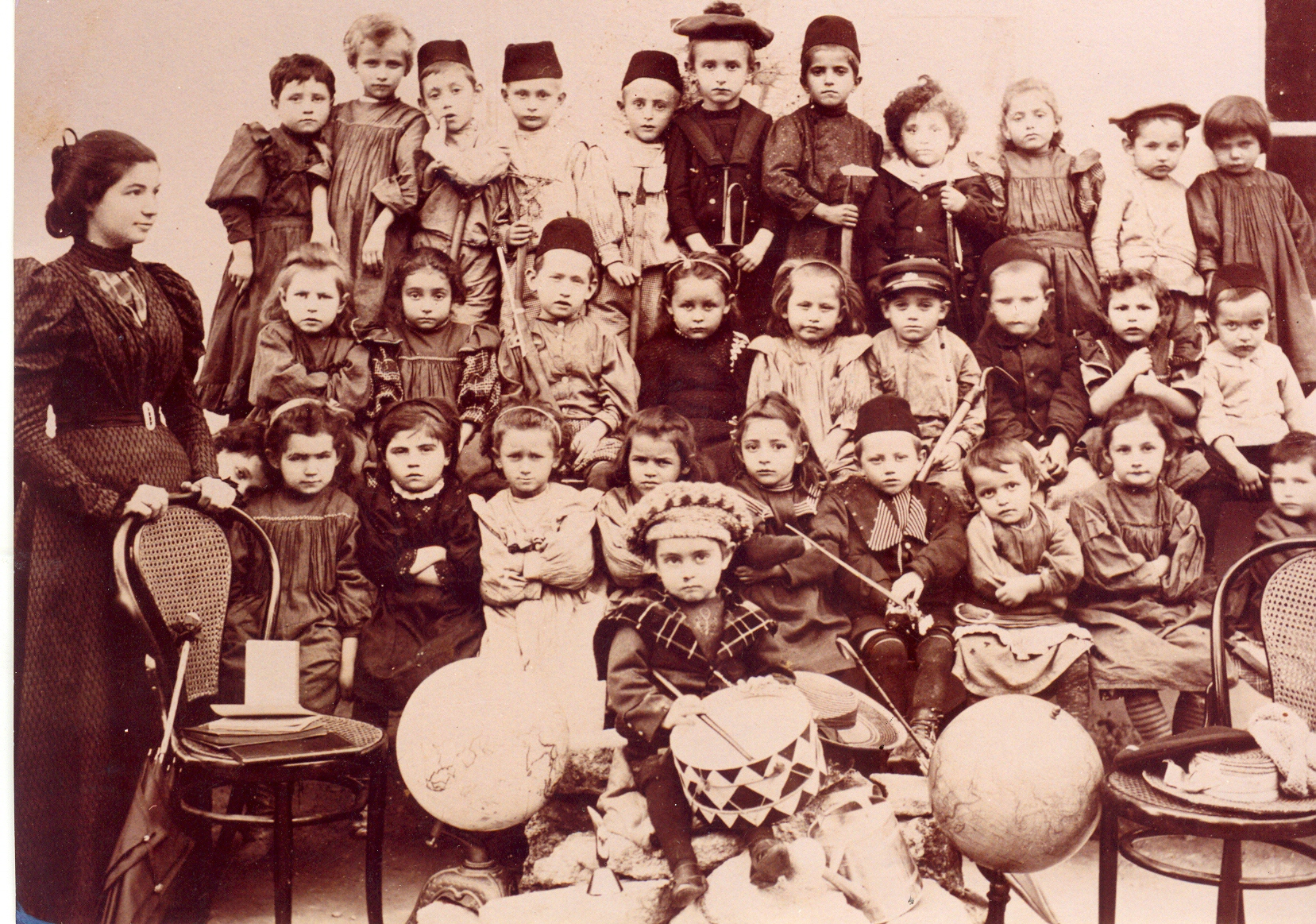
روضة أطفال في ريشون لتسيون 1899

وضعت عليا الأولى حجر الأساس للاستيطان الصهيوني في فلسطين وأنشأت عدة مستوطنات مثل ريشون لتسيون، روش بينا، زخرون يعكوف، غديرا ومستوطنات أخرى. ساهم مهاجرو العليا الأولى أيضًا في البلدات والمستوطنات اليهودية القائمة، ولا سيما بتاح تكفا. الأحياء الأولى في تل أبيب (نفي تسيدك، 1887؛ ونفيه شالوم، 1890) تم بناؤها أيضًا من قبل أعضاء من العليا، على الرغم من أن تل أبيب لم تتأسس حتى عليا الثانية.

المستوطنات الزراعية التي أنشأتها العاليا الأولى والمعروفة بالعبرية باسم موشوف هي:
- ريشون لتسيون (1882) على أرض قرية عيون قارة 12.5 كم جنوب مدينة يافا.
- روش بينا (1882، حلت مكان مستعمرة جي أوني التي تأسست عام 1878 وقد انخفض سكانها إلى ثلاث عائلات بحلول عام 1882) على أجزاء من أراضي قرية الجاعونة، قضاء صفد، تبعد نحو 9 كيلومترات شرق مدينة صفد عبر طرق جبلية ملتوية.
- زخرون يعكوف (1882) على أراضي من بلدتي زمارين والطنطورة، قضاء حيفا.
- بتاح تكفا (1882؛ أعيد تأسيسها بعد المحاولة الأولى عام 1878) على أراضي قرية ملبس، قضاء يافا.
- كفار عقرون (أنشئت عام 1883 وسميت "مزكريت باتيا") على أراض قرية عاقر، قضاء الرملة.
- نيس زيونا (1883؛ بدأ باسم "نحالات رؤوفين") على أرض قرية وادي حنين، قضاء الرملة.
- يسود حمعالا (1883) على الضفة الجنوبية لبحيرة الحولة، قضاء صفد.
- غديرا (1884) على أراضي قرية قطرة، قضاء الرملة
- بات شلومو (1889) على بعد 7 كيلومترات من مستوطنة زخرون يعكوف.
- مئير شفيا (1889) شفيا، قضاء حيفا، على بعد 3 كيلومترات شرق مستوطنة زخرون يعكوف.
- رحوفوت (1890) على أرض قريتي خربة دوران وزرنوقة، قضاء الرملة.
- مشمار هياردين (1890) قضاء صفد.
- الخضيرة (1891) قضاء حيفا.
- عين زيتيم (1892) أراضي قرية عين الزيتون، قضاء صفد
- موتسا (1894) قالونيا، قضاء القدس
- هارتوف (1895) على أراضي قرية عرتوف، قضاء القدس
- المطلة (1896) قضاء صفد
- بئر طوفيا (تأسست أولاً في عام 1888 تحت اسم قسطينة وسرعان هُجرت وأعيد تأسيسها وتسميتها سنة 1896) أراضي قرية قسطينة، قضاء غزة
- بني يهودا (1898؛ غير متطابقة مع بني يهودا الحالية بهضبة الجولان)
- محناييم (1898–1912) قضاء صفد، تقع على منتصف الطرق بين مستوطنتي روش بينا ومشمار هياردين وتبعد عنهما 3 كيلومترات.
- سيجيرا (1899) أراضي قرية الشجرة قضاء طبريا
- كفار طابور (1901)، مسحة، قضاء طبريا
- يفنيئيل (1901) يمه، قضاء طبريا
- مناحميا (1901) قرب الدلهمية قضاء طبريا.
- بيت غان (1903) بجوار مستوطنة يفنيئيل.
- عتليت (1903) على أراضي بلدة عتليت، قضاء حيفا على بعد حوالي كيلومترين منها.
- جفعت عدا (1903) على أراضي قرية المراح، قضاء حيفا.
- كفار سابا (1904) أراضي بلدة كفر سابا، قضاء طولكرم على بعد حوالي 3 كيلومترات منها.